# Чвадаб
Чвадаб (авар. ЧӀвадаб) — село в Чародинском районе Дагестана. Входит в состав Дусрахского сельсовета.

## География
Село находится на берегу реки Рисор (бассейн реки Каракойсу), на расстоянии 17 км к юго-востоку от села Цуриб, административного центра района.

## Население
| 1869 | 1888 | 1895 | 1926 | 1939 | 1970 | 1989 |
| ---- | ---- | ---- | ---- | ---- | ---- | ---- |
| 170  | ↗208 | ↗213 | ↘151 | →151 | ↗202 | ↘112 |
| 2002 | 2010 | 2021 |      |      |      |      |
| ↗119 | ↘110 | ↘105 |      |      |      |      |